# Ђавољи адвокат
Ђавољи адвокат (енгл. The Devil's Advocate) је хорор филм из 1997. снимљен по роману Ендруа Нидермана. Режисер филма је Тејлор Хакфорд, а у главним улогама су Кијану Ривс, Ал Пачино и Шарлиз Трон.

## Радња
Млади, али већ познат по својим победама, адвокат Кевин Ломакс тражи на суду у Флориди да ослободи учитеља Гетиса, оптуженог за узнемиравање ученица, иако схвата да је Гетис крив. Након тога добија понуду од Џон Милтон адвокатске фирме, специјализоване за заштиту интереса милионера. Кевин и његова супруга Мери Ен селе се у Њујорк, Кевин прима огромну плату и луксузан стан.
Милтон, за кога се испоставило да је љубазна и шармантна особа, очигледно фаворизује Кевина. Посао иде добро: изгледа да Кевин унапређује на позицију млађег партнера у фирми. Препреке нестају, често под чудним околностима: на суђењу чаробњаку Филипу Моу, тужилац на суђењу остаје без речи, Милтонов заменик Еди Барзун, који је покушао да запрети објављивањем компромитујућих доказа о шефу, изненада умире, Вивер, који је истражујући трговинске операције корпорације Милтон, одмах након разговора са Кевином пада испод аутомобила.
Кевин је безглаво ушао у посао и не примећује да Мери Ен, којој је било драго због његовог успеха и могућности да живи у Њујорку у великим размерама, муче страхови, љубомора и застрашујуће визије. Поред тога, заљубљује се у менаџерку Кристабелу Андреоли, која му узвраћа осећања. Кевинова мајка, која је дошла у посету чим је видела Милтона, одмах одлази, молећи сина да напусти Њујорк. Када Мери Ен, која је сањала о деци, дијагностикују неплодност, она коначно пада у депресију.
Кевин је задужен да штити грађевинског магната Калена, који је оптужен за троструко убиство. Милтон нуди Кевину да оде на одмор и брине о својој жени, али он одбија, желећи сам да доведе ствар до победе. Ломакс на суђењу позива секретарицу као сведока за алиби оптуженог, иако му је очигледно да она лаже. Кален је ослобођен. Мери Ен постаје све горе, Кевин шаље своју жену у болницу, али тамо она врши самоубиство. Мајка открива Кевину истину о његовом рођењу: пре тридесет година у Њујорку ју је завео конобар и она га је родила. А сада је препознала овог конобара у Милтону. Кевин иде код Милтона. Неприродност онога што се дешава потенцира чињеница да су градске улице, најчешће закрчене људима и возилима, потпуно празне.
Кевин криви Милтона за смрт своје жене и пуца у њега, али он је нерањив. Милтон признаје да је Ђаво и заиста Кевинов отац, али никада није контролисао поступке свог сина, па је за све што се десило њему и Мери Ен, Кевин криви само себе и своју амбицију. Ђаво каже да је посебно изабрао професију адвоката – браниоца ниткова, улизица, убица и силоватеља; жели да на крају миленијума донесе на свет Антихриста, чији родитељи треба да буду Кевин и Кристабела Андреоли, полубрат и сестра. Кевин проналази једини могући начин отпора - вади пиштољ и ставља метак у главу. Милтон постаје бесан, све око њега букти, Кристабела умире и распада се у прах. И Милтон открива своје анђеоско лице: изгледа као Кевин.
Кевин се буди током паузе у суђењу Гетису и схвата да има шансу да преокрене ствари. Одбија да брани педофила, иако је скандал на суду ставио тачку на његову адвокатску каријеру. Новинар Лари моли Кевина за интервју: „Адвокат са савешћу је сензација! Направићу од тебе звезду!" Кевин оклева и пристаје, а по његовом лицу се види да му се допада перспектива славе. Након што он и Мери Ен оду, Лари је приказан како се претвара у Милтона. „Дефинитивно... Сујета је мој омиљени грех“, каже Ђаво са осмехом, гледајући директно у камеру.

## Улоге
| Глумац                 | Улога                 |
| ---------------------- | --------------------- |
| Кијану Ривс            | Кевин Ломакс          |
| Ал Пачино              | Џон Милтон            |
| Шарлиз Трон            | Мери Ен Ломакс        |
| Џефри Џоунс            | Еди Барзун            |
| Џудит Ајви             | Алис Ломакс           |
| Кони Нилсен            | Кристабела Андреоли   |
| Крејг Т. Нелсон        | Александар Кален      |
| Тамара Тјуни           | Џеки Хит              |
| Рубен Сантијаго-Хадсон | Лимон Хит             |
| Дебра Манк             | Пам Гарети            |
| Вито Ругинис           | шериф Мич Вивер       |
| Лора Харингтон         | госпођа Мелиса Блек   |
| Памела Греј            | госпођа Дајана Барзун |
| Хедер Матарацо         | Барбара               |
| Џорџ Вајнер            | Мајзел                |

## Зарада
Филм је у САД зарадио 60.944.660 $.
- Зарада у иностранству - 92.000.000 $
- Зарада у свету - 152.944.660 $